# Anders Nilsson (1849–1912)
Anders Nilsson, född den 10 november 1849 i Brandstads socken, Malmöhus län, död den 22 oktober 1912 i Björnekulla församling, Kristianstads län
, var en svensk sångdiktare.
Anders Nilsson kom först i hantverkslära och följde sedan med föräldrarna till USA, där han studerade till präst vid Augustanasynodens teologiska seminarium. Men längtan tillbaka till Sverige tog överhand och han flyttade tillbaka till Sverige. Efter återkomsten fortsatte han studierna i teologi i Lund. År 1876 kallade Västra Skånes missionsförening honom att bli dess predikant, varför han avbröt studierna och gick in helt för predikogärningen, som resepredikant och som sångarevangelist. Han skrev ett stort antal andliga sånger, som under åren 1880-91 utkom i nio häften.

## Psalmer
- Ack, allt är väl, ja, evigt väl
- Ack, Herre Gud, av nåd bevara mig
- Ack hur gott att snart få flytta
- Bliv blott i såren, du Frälsarens brud
- Det blir snart bröllop i härligheten
- Det är fullkomnat! Allt är nu väl
- Du som känner ditt fall
- Du skall se, att det bär hem till slut
- Du är ju dock en människa
- Då tiden var fullbordad, se
- Däruppe finns en härlig stad
- En gång, Guds barn vårt liv skall uppenbaras
- En tillflykt hos Jesus jag funnit
- Fröjda dig, Adams barn
- Född av kvinna under lagen
- Gläd dig, gläd dig, du köpta själ
- Glöm icke såren
- Gud vare tack för den stora gåvan!
- Hav tack för all din smärta
- Herre mig bevara
- Herren hjälper alltid barnen
- Hulde Fader, tack att du har dragit
- Hulde Herde värdes tala
- Immanuel, hylla din broder
- Jag längtar hem till Lammets frälsta skaror
- Jag sjunger helst om Jesu död och pina
- Jesu, i ditt brustna hjärta
- Kommer jag frälst utur striden
- Lov, pris, tack och ära, min Frälsare huld
- Mitt hjärtas enda tröst i nöden
- Nog har du känt och känner än en tomhet i din själ
- Nu allt är gott och väl därovan
- Nu tack, min Gud, att denna dag
- Nu vill jag endast lova Herren
- Om du är usel och död och kall Finns på Wikisource.
- O Herre Gud av nåd bevara mig
- O, jag gläds att snart få flytta
- O, ljuvliga, fridfulla vila
- O vilken nåd få vila
- Snart är jag för alltid hos Herren
- Som en stormil tiden flyr
- Se, Kristus är densamme
- Så är nu ingen fördömelse
- Tack, du min himmelske Konung
- Törnekrönte brudgum god
- Vad salighet att vara
- Vad tiden är kort! Den ilar åstad
- Var glad och sjung! Din Frälsare har vunnit
- Var nu glad och sjung mitt hjärta
- Vid Golgata kors kring vår Medlare huld
- Vilken nåd att vara barn i huset
- Vänd om, vänd om till Herre
- Är färden något stormig
- Kristus är uppstånden, fröjda dig, min själ (okänd författare?)
- Det finns en evig tröstegrund (?)